# Vijay Singh
Vijay Singh (* 22. února 1963 Lautoka, Fidži) je profesionální fidžijský golfista s indickými předky. V letech 2004 a 2005 byl po 32 týdnů na prvním místě PGA žebříčku. Vyhrál tři turnaje major (v roce 2000 Masters a roku 1998 a 2004 PGA Championship). V letech 2003 a 2004 se stal vítězem PGA Tour. Je členem Světové síně slávy golfu.
Singh žije na Floridě, jeho otec byl leteckým technikem, v mládí obdivoval švih Toma Weiskopfa. Tento švih se stal inspirací pro švih Singha. Singh je známý svou dlouhou přípravou a dlouhým soustředěním před turnajem. Sing je ženatý s Malajsijkou jménem Ardena Seth, se kterou má syna, Qass Seth, který se narodil 16. června 1990.